# Katje à couronne noire
Espèce
Statut de conservation UICN

 LC  : Préoccupation mineure
Le Katje à couronne noire (Phaenicophilus palmarum), aussi appelé Tangara à couronne noire, est une espèce de passereaux des Antilles appartenant à la famille des Thraupidae.

## Répartition
Cet oiseau vit sur l'île d'Hispaniola, partagée entre la République dominicaine et Haïti.